# Bembidion lunulatum
Bembidion lunulatum es una especie de escarabajo del género Bembidion, familia Carabidae. Fue descrita científicamente por Geoffroy in Fourcroy en 1785.
Habita en Albania, Austria, Bielorrusia, Bélgica, Bosnia y Herzegovina, Bulgaria, Croacia, Chequia, Dinamarca, Estonia, Francia, Alemania, Gran Bretaña, Grecia, Hungría, Irán, Irlanda, Italia, Letonia, Lituania, Malta, Moldavia, Marruecos, Países Bajos, Noruega, Polonia, Portugal, Rumania, Rusia, Serbia, Eslovaquia, Eslovenia, España, Suecia, Suiza, Túnez, Turquía y Ucrania.